# 11. ročník udílení Zlatých glóbů
11. ročník udílení Zlatých glóbů se konal 22. ledna 1954 v Los Angeles. Asociace zahraničních novinářů v Hollywoodu nedochovala seznam nominací a proto existuje pouze seznam vítězů. Předešlé dva ročníky se uděloval film ve dvou kategoriích; drama a komedie / muzikál, avšak na tomto ročníku byl vyhlášen pouze jeden snímek. Herečka Audrey Hepburnová získala první (z celkově devíti) nominací, kterou proměnila ve svou jedinou výhru. Poprvé se udělila cena v kategorii Nejlepší dokument. Glóbus si odnesl dokumentární film o korunovaci britské královny Alžběty II., který později získal i nominaci na Oscara.

## Vítězové
Nejlepší film
- Roucho – producent Frank Ross

Nejlepší režie

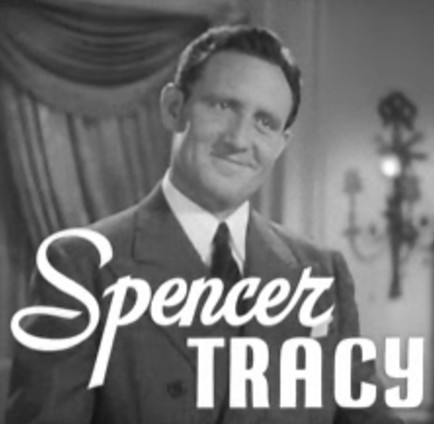
Oceněný herec Spencer Tracy

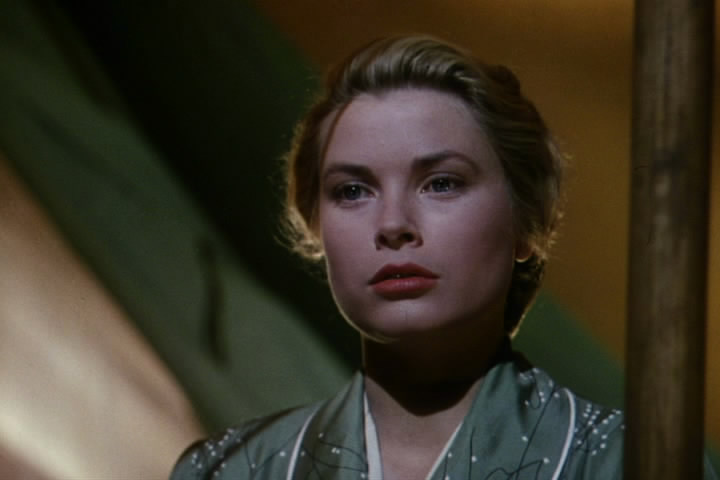
Nejlepší vedlejší herečka Grace Kelly

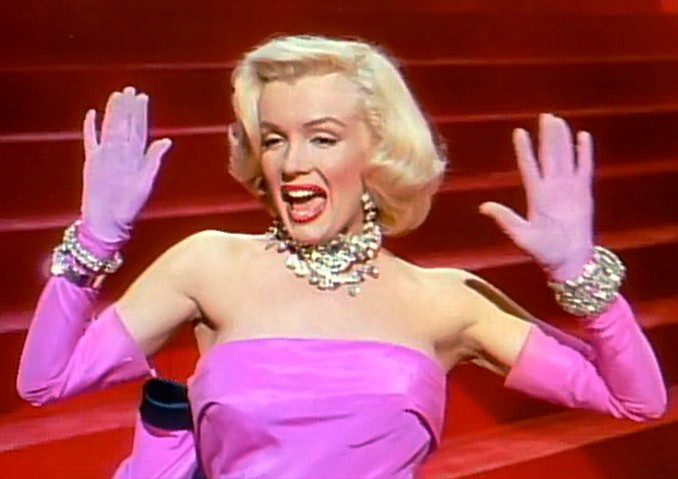
Oblíbená a oceněná ikona Marilyn Monroe

- Fred Zinnemann – Odtud až na věčnost

Nejlepší herečka (drama)
- Audrey Hepburn – Prázdniny v Římě

Nejlepší herečka (komedie / muzikál)
- Ethel Merman – Call Me Madam

Nejlepší herec (drama)
- Spencer Tracy – The Actress

Nejlepší herec (komedie / muzikál)
- David Niven – The Moon Is Blue

Nejlepší herečka ve vedlejší roli
- Grace Kelly – Mogambo

Nejlepší herec ve vedlejší roli
- Frank Sinatra – Odtud až na věčnost

Nejlepší scénář
- Helen Deutsch – Lili

Objev roku – herečka
- Pat Crowley – Forever Female a Money From Home
- Bella Darvi – Egypťan a Hell and High Water
- Barbara Rush – Návštěva z vesmíru

Objev roku – herec
- Richard Egan – The Glory Brigade a The Kid From Left Field
- Steve Forrest – So Big
- Hugh O'Brian – The Man From the Alamo

Nejlepší film podporující porozumění mezi národy
- Little Boy Lost – režie George Seaton

Nejlepší dokument
- A Queen Is Crowned

Zvláštní cena
- Jack Cummings za třicetiletý přínos v produkci ve studiích MGM
- Walt Disney za uměleckou hodnotu filmu Žijící poušť
- Guy Madison za nejlepší hvězdu westernů

Henrietta Award (Oblíbenci světového filmu)
- Alan Ladd
- Marilyn Monroe
- Robert Taylor

Cena Cecila B. DeMilla
- Darryl F. Zanuck